# Agyrtacantha
Genre
Agyrtacantha  est un genre de libellules de la famille des Aeshnidae (sous-ordre des Anisoptères, ordre des Odonates). 

## Liste des espèces
Selon GBIF (27 février 2024) :
- Agyrtacantha browni Marinov & Theischinger, 2012
- Agyrtacantha dirupta (Karsch, 1889)
- Agyrtacantha microstigma (Selys, 1878)
- Agyrtacantha othello Lieftinck, 1942
- Agyrtacantha picta Theischinger & Richards, 2019
- Agyrtacantha tumidula Lieftinck, 1937

## Classification
Le nom valide complet (avec auteur) de ce taxon est Agyrtacantha Lieftinck (d), 1937.